# لین چیشنگ
لین چیشنگ (انگلیسی: Lin Qisheng؛ زادهٔ ۷ ژوئیهٔ ۱۹۷۱) وزنه‌بردار اهل چین است.